# Владимир Јанковић (кошаркаш)
Владимир Јанковић (грч. Βλαδίμηρος Γιάνκοβιτς; Београд, 3. март 1990) је грчки кошаркаш српског порекла. Игра на позицији крила и крилног центра, а тренутно наступа за АЕК из Атине. Син је бившег кошаркаша Слободана Јанковића.

## Успеси

### Клупски
- Панатинаикос:
  - Првенство Грчке (1): 2013/14.
  - Куп Грчке (3): 2014, 2015, 2016.

### Репрезентативни
- Европско првенство до 18 година:  2008.
- Светско првенство до 19 година:  2009.
- Европско првенство до 20 година:  2009,  2010.